# Caála
Caála è un municipio dell'Angola appartenente alla provincia di Huambo. Ha 373.035 abitanti (stima del 2006) ed una superficie di 3.680 km².